# Verband Deutscher Sinti und Roma – Landesverband Schleswig-Holstein
Der Verband Deutscher Sinti und Roma e. V. – Landesverband Schleswig-Holstein wurde 1989 gegründet. Der eingetragene gemeinnützige Verein mit Sitz in Kiel ist die landesweit politische Vertretung der 6.000 in Schleswig-Holstein lebenden deutschen Sinti und anderer "autochthoner" Roma, als auch Beratungsstelle, Initiator und Träger von Projekten. Als Träger der politischen und kulturellen Arbeit in Schleswig-Holstein will er durch Aufklärung und Informationen zum besseren Verständnis und Miteinander zwischen der Mehrheitsbevölkerung und der Minderheit der Sinti und Roma beitragen. Seit 1993 ist Matthäus Weiß der 1. Landesvorsitzende des Verbandes. Der Landesverband wird durch das Land Schleswig-Holstein institutionell und kulturell gefördert.

## Beschreibung

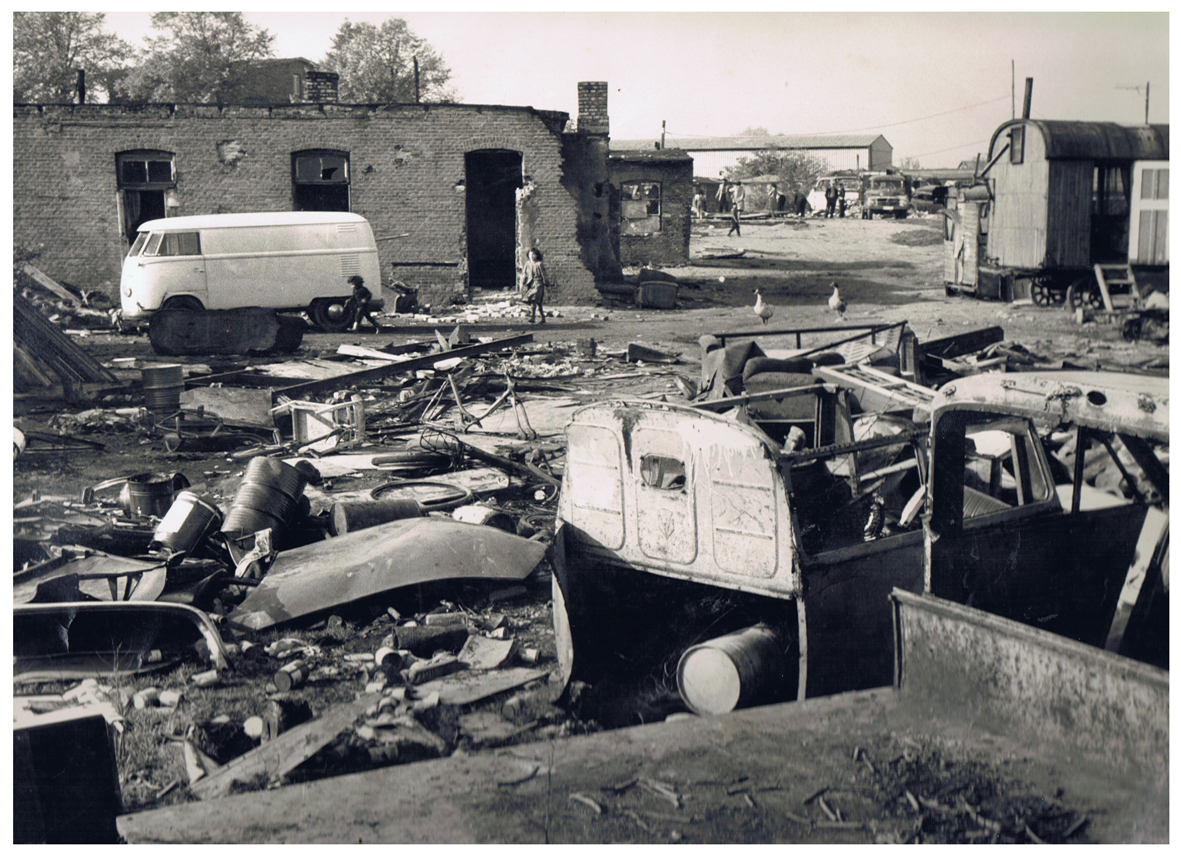
"Zigeuner-Platz" in der Preetzer Straße, Kiel 1964

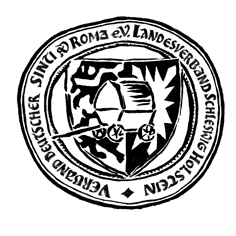
Verbandslogo 1989 bis 2011

Die Erfahrungen im Nachkriegs-Deutschland auf den sogenannten Zigeuner-Plätzen, unter anderem an der Preetzer Straße 119 in Kiel, sowie eine andauernde Diskriminierung durch die Mehrheitsbevölkerung führten zu dem Wunsch Kieler Sinti eine eigene Interessenvertretung zu etablieren. Auch die Zugangsmöglichkeiten zum Ausbildungsmarkt junger Sinti, meist auf den Entsorgungs- und Recyclingbereich, den Metallhandel oder die Möbelaufbereitung beschränkt, oder gänzlich verbaut, veranlasste Angehörige der Minderheit, das ändern zu wollen. Mit Unterstützung durch den neu gegründeten Sinti-Verein in Bremen, den befreundeten Studenten Thomas Matuszek sowie den Kieler Journalisten Werner Boldt entwickelte Matthäus Weiß die Idee eines Bundeskongresses in Kiel, um auf die unhaltbaren Lebensumstände seiner Gruppe aufmerksam zu machen. Durch eine Finanzierungszusage der Friedrich-Ebert-Stiftung gelang es, am Kieler Hans-Geiger-Gymnasium eine Tagung mit deutschen Sinti und anderen als autochthon geltenden Roma aus der ganzen Bundesrepublik zu initiieren. Ein wesentliches Ergebnis dieses Kongresses war die Gründung des Verein zur Durchsetzung der Sinti in Schleswig-Holstein, den Weiß mit beschränkten eigenen Mitteln finanzierte. An eine Förderung durch die Stadt, das Land oder durch den Bund war zu diesem Zeitpunkt nicht zu denken. Ein weiterer Impuls dieses Kongresses war die Gründung des Zentralrats Deutscher Sinti und Roma.

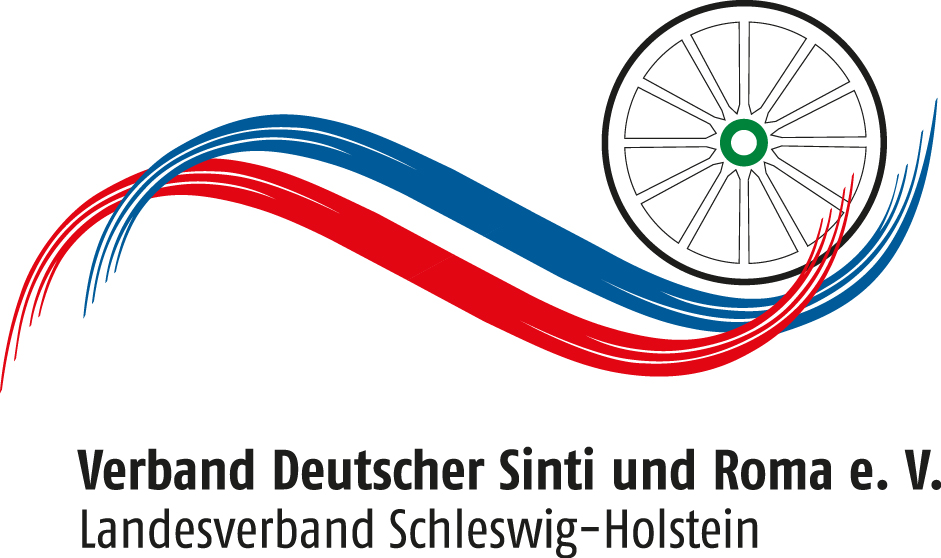
Verbandslogo seit 2011

Mit Unterstützung des Zentralrates wurde 1989 der Verband Deutscher Sinti und Roma e. V. – Landesverband Schleswig-Holstein gegründet, dessen 1. Vorsitzender Matthäus Weiß 1993 wurde. Diese institutionalisierte Form des Engagements wurde zunächst sowohl von der Mehrheitsbevölkerung als auch von den Sinti abgelehnt. Da die Angst der Sinti vor einer vermeintlich staatlich überprüfbaren administrativ geführten Organisation zu groß war, wurden die Bemühungen um die Verbesserung ihrer Lebensbedingungen zunächst von der eigenen Minderheit nicht angenommen. Der Landesverband war bis 2006 Mitglied im Zentralrat Deutscher Sinti und Roma und war unabhängig. Seit dem 19. Oktober 2015 gehört der Landesverband dem Zentralrat wieder als vollwertiges Mitglied an.

## Politisches Engagement
- Ein historisch bedingter, schwieriger Bereich ist die Qualität und Quantität des Schulbesuches von Sinti- und Roma-Kindern. 1990 strengte der Landesverband ein Pilot-Projekt an, bei dem pädagogische Kräfte aus der eigenen Minderheit an den Schulen für einen aktiven und regelmäßigen Unterrichtsalltag sowie für eine Integration von Sinti- und Roma-Kindern sorgen sollten. Mit Unterstützung des Kultusministeriums gelang es am 1. März 1993 die erste Erziehungshelferin an der Kieler Matthäus-Claudius-Schule mit einer Sinteza zu besetzen. Danach bemühte sich der Landesverband aktiv, dieses bundesweit einmalige Mediatorinnen-Projekt gemeinsam mit dem Kultusministerium und der Mediatorin Frau Wanda Kreutz auszubauen. 2006 wurde das Projekt mit dem Otto-Pankok-Preis der Otto-Pankok-Stiftung ausgezeichnet.

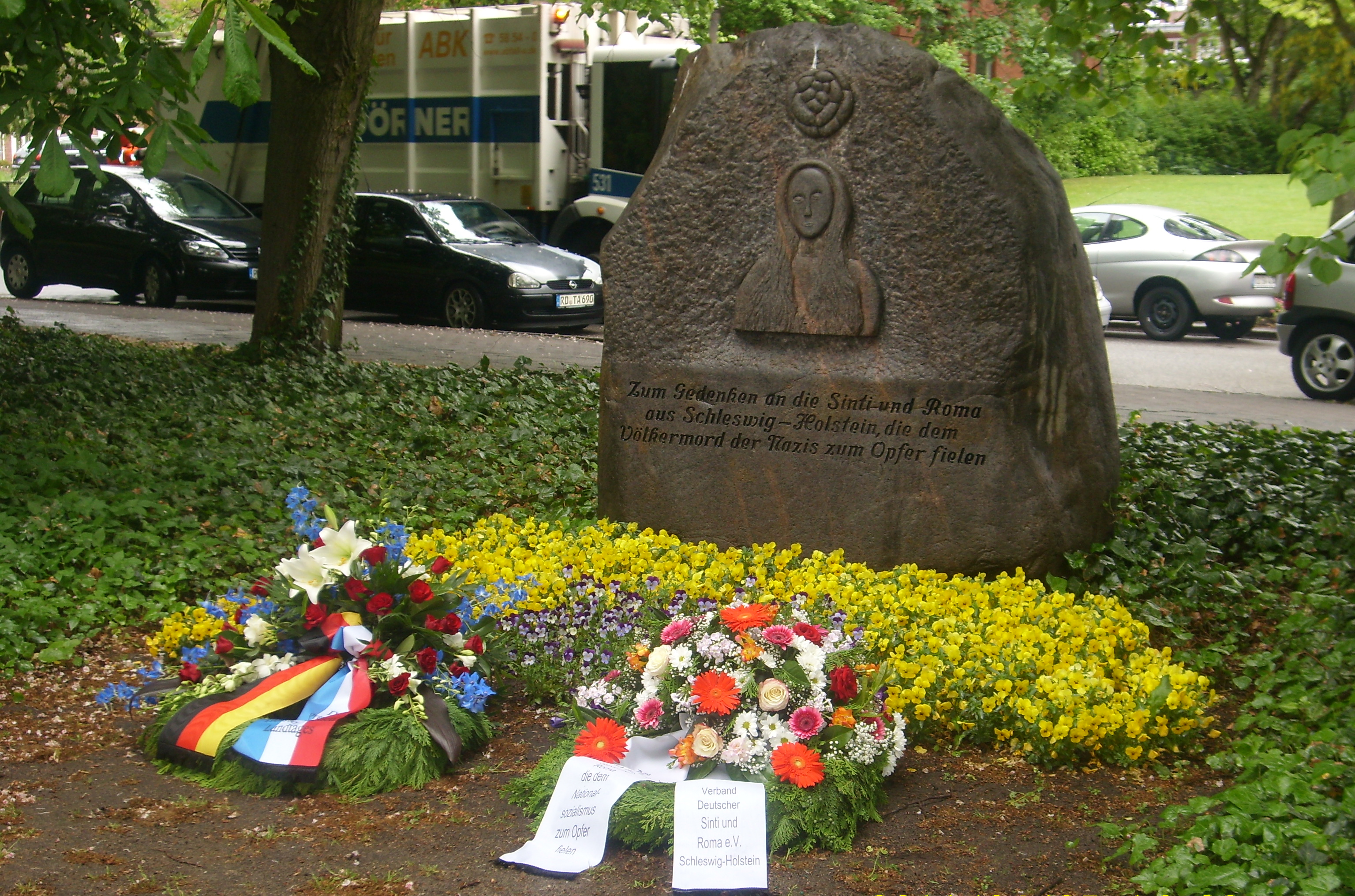
Gedenkstein in Kiel für die Opfer Roma-Minderheit in der NS-Zeit

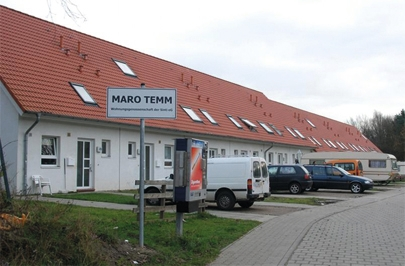
Projekt "Wohnsiedlung MARO TEMM" der Sinti eG

- 1997 organisierte Landesverband gemeinsam mit Zazie Schubert-Wurr und in Kooperation mit dem damaligen Minderheitenbeauftragten des Landes Schleswig-Holstein, Kurt Schulz, im Gästehaus der Landesregierung Schleswig-Holstein erstmals eine Tagung mit dem Titel Reden über, Reden mit, Mitreden für Angehörige der europäischen Roma-Minderheit. Diese Veranstaltung wurde durch Heide Simonis, seinerzeit Ministerpräsidentin des Landes Schleswig-Holstein, unterstützt.

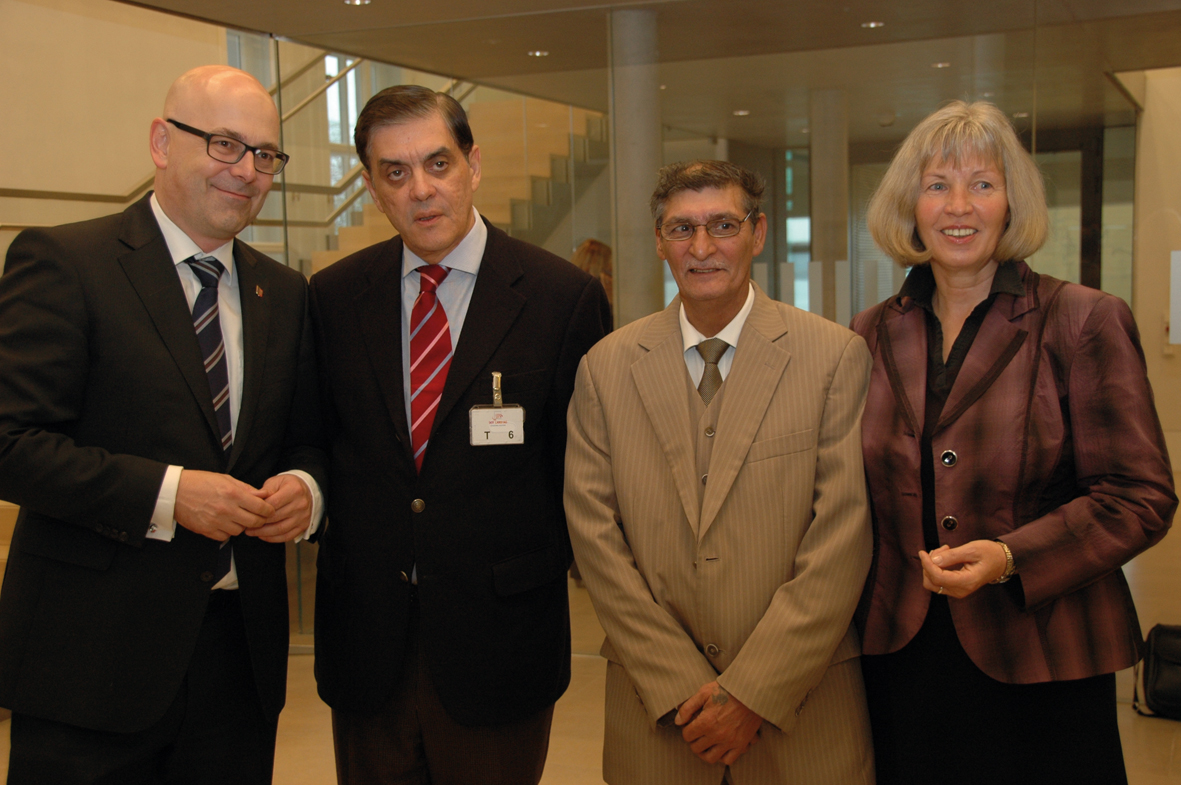
Ministerpräsident Torsten Albig, Romani Rose, Matthäus Weiß, Renate Schnack (v. l. n. r.) nach der Abstimmung über die Änderung der Landesverfassung

- Der Landesverband betreibt neben Projekten gegen Rassismus und Antiziganismus auch eine aktive Erinnerungs- und Gedenkarbeit. Hierfür wurde beispielsweise ein Ort geschaffen, der an die Opfer der Sinti und Roma des Nationalsozialismus, erinnert. Am 16. Mai 1997 wurde ein Gedenkstein nach dem Entwurf des Künstlers Guenter Isleib im Kieler Hiroshima-Park eingeweiht. Der Landesverband gedenkt der Opfer an diesem Ort alljährlich am 16. Mai, da am 16. Mai 1940 für die norddeutschen Angehörigen der Minderheit die systematische Verschleppung ganzer Familien in die Lager und Ghettos des besetzten Polens begann. Der Verband ist Mitglied im Beirat des Härtefonds für NS-Opfer bei der Entschädigungsbehörde im Ministerium für Soziales und behandelt dort Anträge von NS-Opfern, die noch keine Entschädigung erhalten haben.
- Auf Grund seines jahrelangen Engagements um die Interessen der Minderheit in Schleswig-Holstein sowie aufgrund seiner Bemühungen um einen kontinuierlichen politischen und interkulturellen Dialog, wurde der 1. Vorsitzende des Landesverbandes, Matthäus Weiß, am 23. September 2000 durch die Ministerpräsidentin Heide Simonis mit dem Verdienstorden des Landes Schleswig-Holstein (ehemals Schleswig-Holstein Medaille) ausgezeichnet.
- Im Jahr 2000 begannen die Vorbereitungen für das bundesweit einmalige Wohnprojekt Maro Temm, Romanes für Unser Land oder Unser Platz. Am Anfang gab es nur dieses Wort und den Wunsch des Landesverbandes nach einer Wohn- und Lebensperspektive für die Angehörigen der nationalen Minderheit, die deren Bedürfnisse und kulturelle Besonderheiten berücksichtigt.[3] Das 2007 fertiggestellte Projekt steht wohn- und minderheitenpolitisch allein und findet viel Beachtung.[4][5] Das Finanzvolumen umfasste ca. 1,9 Millionen Euro. Das Vorhaben Maro Temm, von einem Hamburger Architektenbüro geplant und von einem Expertenbeirat begleitet, wurde unter anderem vom Land Schleswig-Holstein, der "Stiftung zugunsten des Romavolks" von Günter Grass und seiner Ehefrau Ute Grass, der Stadt Kiel und von vielen Einzelpersonen unterstützt.

Das Projekt „Maro Temm“ wurde im Jahr 2015 vom Rat für Nachhaltige Entwicklung mit dem Qualitätssiegel „Werkstatt N-Projekt“ ausgezeichnet.
- Am 14. November 2012 hat Schleswig-Holstein als erstes Bundesland die deutschen "autochthonen" Angehörigen der Minderheit neben den deutschen Dänen und Friesen als zu schützende und zu fördernde Minderheit in die Landesverfassung aufgenommen, nachdem der Landesverband sechs Anträge zur Verfassungsänderung in das Landesparlament eingebracht hatte, die fünf Mal scheiterten. Der Beschluss 2012 dann einstimmig gefasst.
- Am 18. April 2013 konstituierte sich das Gremium für Fragen der Minderheit der Deutschen Sinti und Roma in Schleswig-Holstein unter Vorsitz des Präsidenten des Schleswig-Holsteinischen Landtages, Klaus Schlie.[7] Neben dem Landesvorstand gehören Mitglieder aller Landtagsfraktionen, Vertreter der Staatskanzlei, des Landtages, der Ministerien und der Minderheitenbeauftragten an. Das Gremium tritt mindestens zweimal jährlich zusammen und berät über politische Fragen sowie Anträge und stößt landespolitische Vorhaben für die Minderheit deutscher Sinti und Roma an.[8][9]
- Am 15. November 2013 verlieh der Landesverband erstmals die Auszeichnung Schleswig-Holsteinischer Meilenstein an Wegbegleiter und Unterstützer. Die jährlich verliehene Auszeichnung ehrt Menschen, die die Anliegen der Minderheit in Schleswig-Holstein, Deutschland oder Europa gefördert, geschützt oder unterstützt haben. Die Preisträger sind Heide Simonis, Günter Grass und seine Frau Ute, Zazie Schubert-Wurr und Sylvia Träbing-Butzmann, Björn Engholm, Romani Rose und Thomas Matuszek.[10]
- Am 6. Oktober 2014 wurde an die Mediatorin und stellvertretende Landesvorsitzende des Verbandes, Wanda Kreutz, durch Bundespräsident Joachim Gauck in Berlin der Verdienstorden der Bundesrepublik Deutschland (Bundesverdienstkreuz am Bande) verliehen. Damit wurde sie stellvertretend als Mitinitiatorin des ersten Bildungsprojektes für Kinder der deutschen nationalen Minderheit geehrt.[11]